# Речица (Карловац)
Речица је насељено место у саставу града Карловца у Карловачкој жупанији, Република Хрватска.

## Историја
Током прве половине 19. века ту је било властелинство хрватског грофа Јанка Драшковића, вође Илирског покрета.
До територијалне реорганизације у Хрватској налазила се у саставу старе општине Карловац.

## Становништво
На попису становништва 2011. године, Речица је имала 538 становника.

## Попис1991.
На попису становништва 1991. године, насељено место Речица је имало 777 становника, следећег националног састава:
| Попис 1991.‍ | Попис 1991.‍ | Попис 1991.‍ | Попис 1991.‍ | Попис 1991.‍ |
| ----------- | ----------- | ----------- | ----------- | ----------- |
|             |             |             |             |             |
| Хрвати      | Хрвати      |             | 770         | 99,09%      |
| Срби        | Срби        |             | 3           | 0,38%       |
| непознато   | непознато   |             | 4           | 0,51%       |
| укупно: 777 |             |             |             |             |